# Tautirut
O tautirut ou tautiruut, também chamado violino esquimó, é um cítara de arco característica da cultura inuit do Canadá.